# دير بيتانيا
دير بيتانيا (بالجورجية: ბეთანიის ყოვლადწმინდა ღვთისმშობლის შობის მონასტერი) (بالإنجليزية: Betania Monastery)‏ المعروف باسم بيتانيا أو بيثانيا (ბეთანია هو دير أرثوذكسي جورجي من العصور الوسطى في شرق جورجيا، حيث يبعد حوالي 16 كيلومتر (9.9 ميل) من جنوب غرب تبليسي عاصمة البلاد، ويُعد الدير قطعة معمارية رائعة من «العصر الذهبي» لمملكة جورجيا في مطلع القرنين الحادي عشر والثاني عشر، كما يشتهر بلوحاته الجدارية التي تتضمن صورة جماعية للملوك الجورجيين المعاصرين.

## التاريخ
يقع دير بيتانيا في وادي الغابات المعزول لنهر فيري ويبعد نحو 16 كيلومتر (9.9 ميل) عن جنوب غرب تبليسي، وقد اشتُق اسم الدير من اسم قرية بيت عبرة (بيثاني) في فلسطين المسجلة في العهد الجديد كموطن لمريم ومرثا والقديس لعازر وكذلك سمعان الأبرص.
يتم تسجيل تاريخ الدير بشكل سيء في التقاليد التاريخية الجورجية، فقد كان دير عائلي من منزل أوربيلي، وتظهر الصورة المانحة لسومبات وليباريت أوربيلي أمام والدة الرب على الجزء الجنوبي من الدير، وقد تم تجريد عائلة أوبيلي من ممتلكاتهم مؤقتًا من قبل التاج الملكي في نهاية القرن الثاني عشر، ولكن ظهر أن فرعتهم اللاحقة -عائلة جوستاشابشفيلي- كانت المالكة للدير في أوائل جورجيا الحديثة.
سلسلة من الصراعات والغزوات الأجنبية التي تملأ تاريخ جورجيا تركت الدير مهجورًا ونصف مدمرًا، تم ترميمه في النصف الأخير من القرن التاسع عشر من خلال جهود هيرومونك سبيريدون كيتيلادزه الذي استقال من منصب رئيس الدير في عام 1922 وخلفه هيرومونك إيليا بانتسوليا، تم إطلاق النار على كلا الرهبان خلال عمليات التطهير السوفيتي، بقي بيتانيا الدير الجورجي الوحيد الذي يعمل -على الرغم من أنه غير رسمي- حتى عام 1963 عندما أصبح أيضًا قديمًا لمدة 15 عامًا، وفي عام 1978 نجح بطريرك جورجيا إيليا الثاني النشط في الحصول على إذن من السلطات السوفيتية لإعادة فتح دير في بيتانيا، وفي التسعينيات من القرن الماضي تم تجديد الدير ونما حجم الرهبان المحليون وحجمهم.

## الهندسة المعمارية

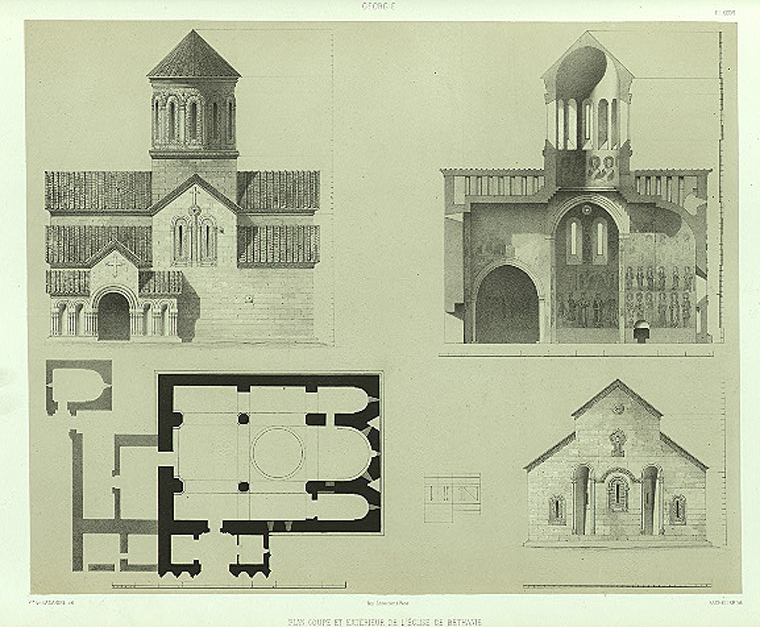
خطة دير بيتانيا للأمير غريغوري غاغارين عام 1847.

يبدو أن إقليم الدير محاط بجدار ضخم لكن الحجارة المقطوعة المبعثرة في الغابة المجاورة هي التي نجت منها فقط، الصروح الموجودة هي كنيسة القبة الرئيسية لميلاد أم الرب (التي شُيدت في مطلع القرنين الثاني عشر والثالث عشر) وكنيسة القديس جرجس الصغيرة (1196) وبرجًا مدمرًا.
كنيسة ميلاد أم يسوع هي عبارة عن تصميم متقاطع يشمل قبة ومبني من الحجر مع بعض الزخارف الخارجية المنحوتة في الواجهة الشرقية حيث تتميز المنافذ التقليدية بأطراف متعددة أو أسقلوب متصلة بإطار نافذة في الوسط، تقع القبة العالية -التي تحولت قليلًا إلى الشرق-على عمودين غربيين، بوابة المدخل الجنوبي هي مقدمة من البوابة المغطاة بقبو على شكل نجمة، وقد ظن العلماء المعاصرون أن الكنيسة هي في الواقع نسخة موسعة ومقببة ومزخرفة من بازيليكا سابقة ربما يعود تاريخها إلى القرن العاشر.

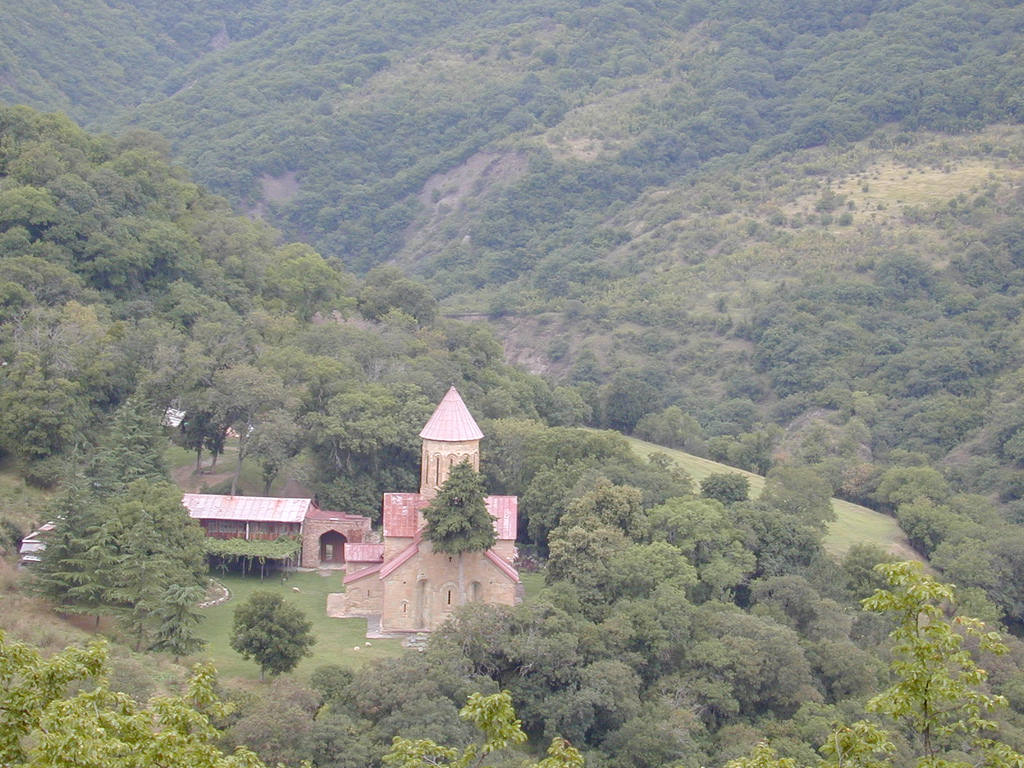
دير بيتانيا (منظر عام)

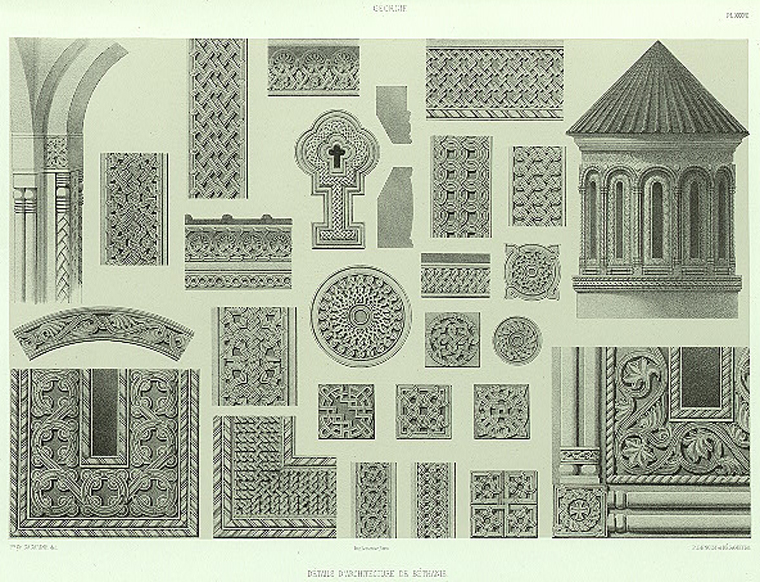
التفاصيل المعمارية لدير بيتانيا، بقلم الأمير غاغارين عام 1847.
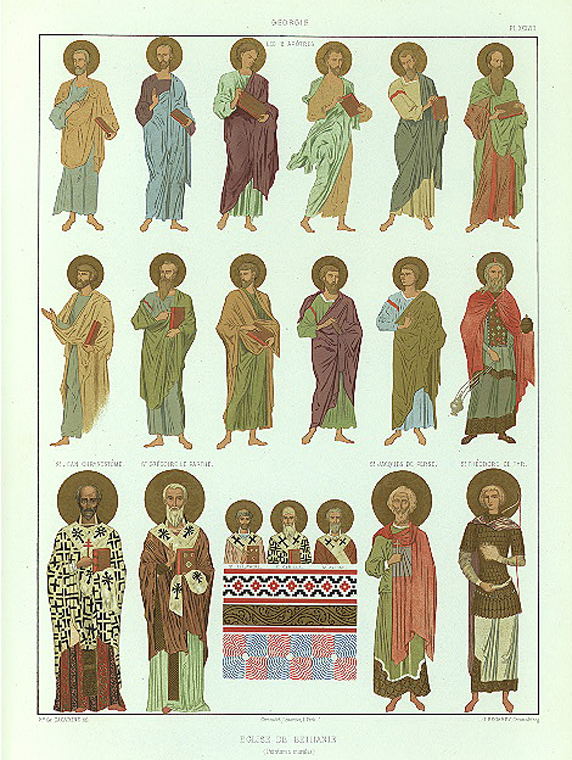
جداريات من بيتانيا للأمير غاغارين عام 1847.
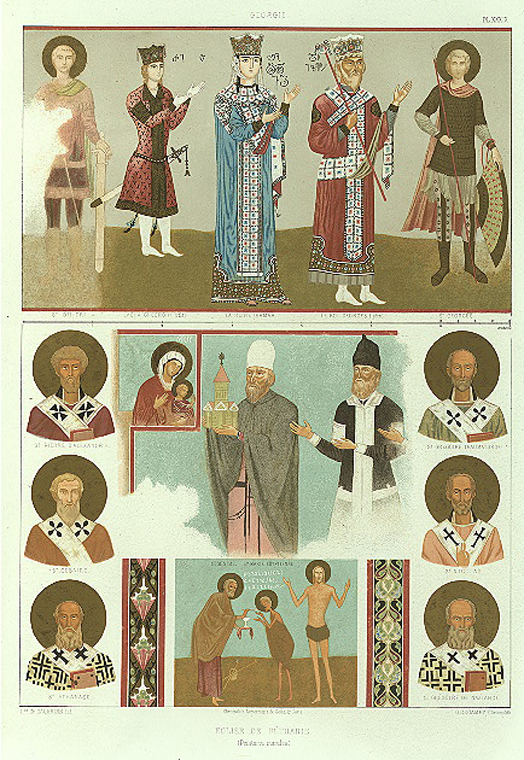
جداريات من بيتانيا للأمير غاغارين عام 1847

## روابط خارجية
- دير بيتانيا على Wikiloc.com